# Aanplakbord

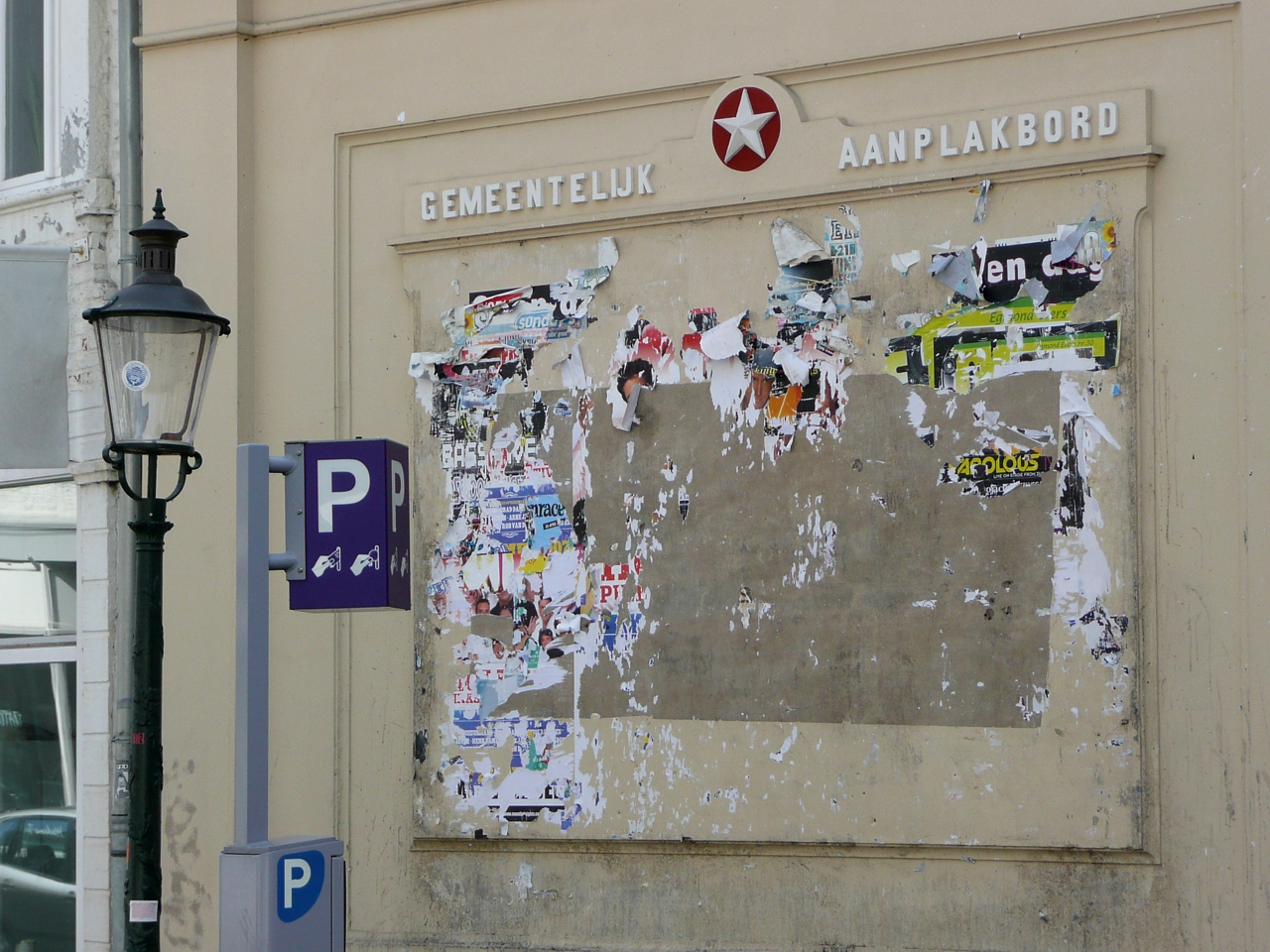
Een aanplakbord in Maastricht.

Een aanplakbord is een bord in de openbare ruimte waarmee iemand, vaak een overheid, ruimte reserveert om biljetten op te plakken.
De volgende typen aanplakbord zijn er:
- Reclameborden (ook wel billboards genoemd).
- Aanplakborden voor politiek partijen in verkiezingstijd.
- Aanplakborden voor overige niet-commerciële mededelingen.

Het aanplakken van mededelingen op niet daarvoor bestemde plaatsen heet wildplakken.